# روبي لوسون
روبي لوسون (1974 - ) (بالإنجليزية: Robbie Lawson)‏ هو لاعب كريكت نيوزلندي.

## وصلات خارجية
- روبي لوسون على موقع إي آس بي آن كريك إنفو (الإنجليزية)